# ELinks
ELinks é um navegador web em modo texto livre e multiplataforma baseado no Links. Tem como objetivo ser um navegador rico em funcionalidades e ao mesmo tempo rápido e pequeno, contendo, por exemplo, suporte a cores e renderização de tabelas.
O significado do nome ELinks era, originalmente, uma abreviação de Experimental Links. Atualmente, a letra E no nome também pode significar Extended (Estendido) ou Enhanced (Melhorado).

## História
Foi criado em 2001, após Petr Baudiš enviar vários patches para o projeto do Links que não foram vistos pelo então mantenedor do projeto, Mikula, por estar ausente. Posteriormente, Mikula rejeitou várias das contribuições de Petr por não serem úteis para si próprio.
O navegador esteve em desenvolvimento ativo até 2009, e em 2012 uma última versão de testes foi lançada. Em 17 de março de 2017, foi removido dos repositórios do OpenBSD por não verificar a autenticidade dos certificados SSL e pelo abandono em parte dos desenvolvedores.
Em meados de 2018, foi bifurcado em outro projeto chamado felinks por um usuário, que continuou o seu desenvolvimento. Este projeto foi renomeado para elinks por aprovação de Petr em dezembro de 2020, e continua em desenvolvimento ativo atualmente.

## Recursos
Alguns recursos notáveis incluem:
- Suporte limitado a JavaScript e CSS
- Protocolos HTTP, Gopher, FTP, SMB, Finger, SSL, e CGI, além de arquivos locais
- Interface monocromática, em 16, ou 256 cores
- Renderização de tabelas e frames
- Navegação por abas
- Autenticação HTTP
- Cookies persistentes
- Downloads em segundo plano

## Suporte
O ELinks pode ser executado em Linux, FreeBSD, OpenBSD, Solaris, IRIX, HPUX, Digital Unix, AIX, OS/2, BeOS e RISC OS. Uma versão para Win32 está em fase beta.[carece de fontes?]